# Verbindingsdok (Antwerpen)

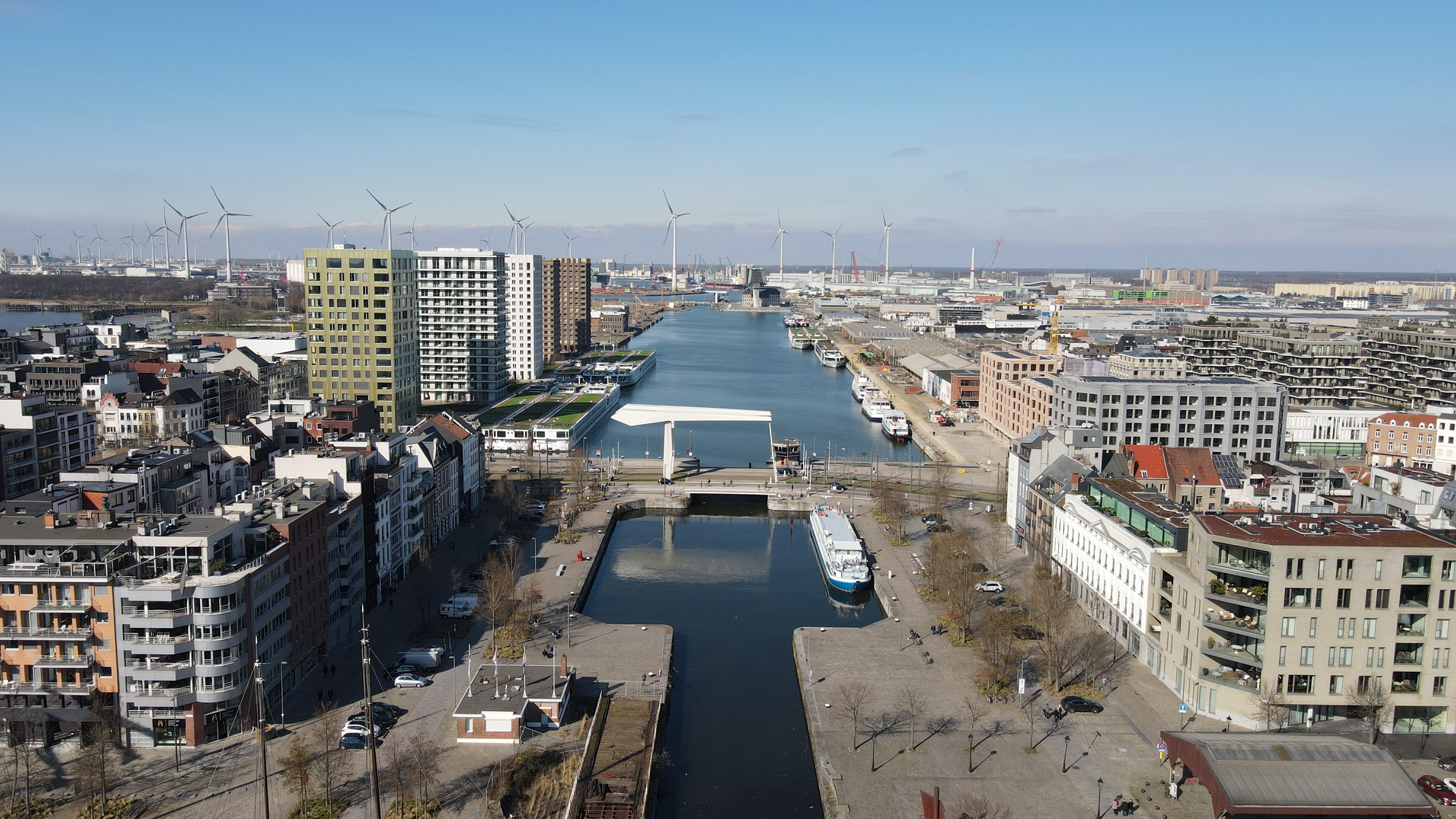
Londenbrug met verbindingsdok in de voorgrond

Het Verbindingsdok ligt in het noorden van Antwerpen en verbindt het Willemdok met het Kattendijkdok. Het Verbindingsdok is 85 meter lang op 50,18 meter breed en is 3,33 meter diep en in 1869 aangelegd. Vanaf hier aan de Willembrug, een definitief buiten dienst gestelde draaibrug, wordt de dokdiepte 3,33 meter. Aan de noordkant van het dok ligt de Londenbrug van 17,17 meter doorgangbreedte voor schepen. De Londenbrug is een ophaalbrug met 2 rijvakken. Zij verbindt de brede Amsterdamstraat, vanaf de Rijnkaai, naar de vernieuwd aangelegde Londenstraat. De Londenbrug was voorzien met noodsasdeuren die gesloopt zijn in 1978.

## Inhuldiging

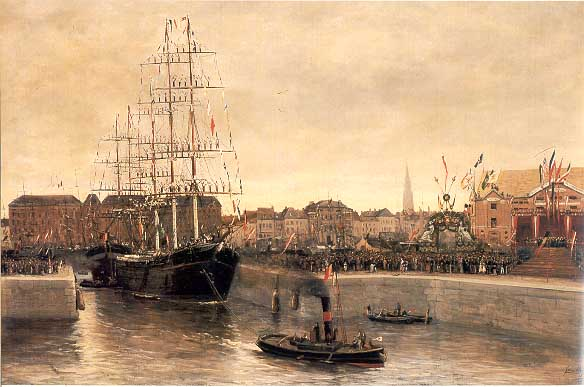
Inhuldiging van het Verbindingsdok

Op 10 oktober 1869 werd het Verbindingsdok feestelijk ingehuldigd. De schilders Frans Hens en Eugeen Yoors hebben deze inhuldiging geschilderd en op doek vereeuwigd. Het Belgische koopvaardijschip "David Verbist" van de gelijknamige rederij wordt het nieuwe dok binnengesleept met een stoomsleepboot. Op de achtergrond ziet men de pak- en handelshuizen van de Godefriduskaai en de kathedraal. Op de hoek rechts van het schilderij staat het hoekhuis aan de Westkaai, waar zich vroeger het eethuis-restaurant "De Weber" bevond.

## Eilandje
Door de aanleg van het Verbindingsdok kwam de woonwijk aan de Amsterdamstraat en Rijnkaai gelegen tussen Willemdok, Bonapartedok, Bonapartesluis, Schelde, Kattendijksluis, Sasdok, Kattendijkdok en het Verbindingsdok op een eiland te liggen. Er werd al snel van het Eilandje gesproken. Later gebruikte men die naam ook voor de later ontstane eilanden en schiereilanden in het oude havengebied ten zuiden van de as Royerssluis-Albertkanaal.

## Tweede Wereldoorlog
Rondom dit dok aan de Oost- en Westkaai, stonden vroeger - nu nog alleen aan de Oostkaai en aan de Scheldekaai nabij het Loodswezen - hoge ijzeren gepinde hekken voor de "gates". Tijdens de Tweede Wereldoorlog was het havengebied verboden terrein voor de Antwerpse inwoners. Alleen de Duitsers, de Wehrmacht en de Kriegsmarine mochten op deze kaaien komen, en uitsluitend havenarbeiders en andere personen, zoals bemanningen van schepen en personen die iets te maken hadden met scheepvaart, mochten met speciale havenpasjes, door de "gates" komen.
Na de bevrijding in september 1944, werd deze taak overgenomen door de Amerikanen. Deze gaven de doorgangen naar het havengebied de naam "gates". Ook toen mochten alleen havenarbeiders en personen die iets te maken hadden met de scheepvaart, met een pas erdoorheen. De haven was toen nog niet zo vér uitgebreid als nu, zodat deze oude dokken gebruikt werden om het lossen van oorlogsmateriaal en manschappen, uit de Liberty- en Victory-schepen.

## Rondvaartboten
Aan het Verbindingsdok liggen aan de westkant, op de nrs. 13 en 15, de rondvaartboten van Antwerpen, met op- en afstapplaatsen voor de toeristen. Vroeger was het FLANDRIA die de dienst uitmaakte. Nu is het de rederij ANTVERPIA die de rondvaarten in de haven verzorgt. Aan de oostkant van het dok op nº 24 liggen bunkerschepen van deze rederij.
Op de Antwerpse rechteroever van de Schelde:
Albertdok · Amerikadok · Asiadok · Bevrijdingsdok · Bonapartedok · Churchilldok · Derde Havendok · Eerste Havendok · Graandok · Hansadok · Houtdok · Industriedok · Kanaaldok · 
Kattendijkdok · Kempisch dok · Kooldok · Leopolddok · Lobroekdok · Margueriedok · Marshalldok · Noordschippersdok · Petroleumdok · Sasdok · Schippersdok · Schuildok voor Lichters · Siberiadok · Steendok · Straatsburgdok · Suezdok · Tweede Havendok · Verbindingsdok · Vierde Havendok · Vijfde Havendok · Willemdok · Zesde Havendok · Zuiderdokken
Op de Oost-Vlaamse linkeroever van de Schelde:
Deurganckdok · Doeldok · Noordelijk Insteekdok · Saeftinghedok · Verrebroekdok · Vrasenedok · Waaslandkanaal · Zuidelijk Insteekdok